# Luigi Sabaini
Luigi Sabaini (Verona, 9 gennaio 1917 – Verona, 27 agosto 1945) è stato un calciatore italiano, di ruolo centrocampista.

## Caratteristiche tecniche
Giocò nel ruolo di centrocampista centrale.

## Carriera
Giocò in Serie A con il Liguria.
Mori nell'agosto del 1945 all'età di 28 anni, in seguito alla percosse subite da militari americani in quanto era intervenuto per difendere una ragazza che questi ultimi stavano molestando.